# Kellokoski
Kellokoski [ˈkɛlːɔkɔski] (schwedisch Mariefors) ist ein Ort in der Gemeinde Tuusula im Süden Finnlands. Er hat 4285 Einwohner (Stand: 31. Dezember 2005) und liegt im Norden der Gemeinde am Fluss Keravanjoki. Die Besiedlung setzt sich unter dem Namen Höykännummi im Gebiet der unmittelbar benachbarten Gemeinde Mäntsälä fort.

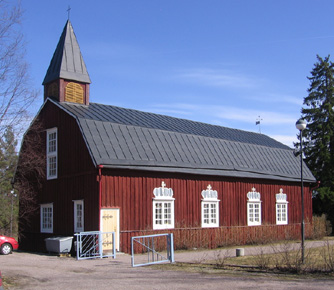
Kirche von Kellokoski

Die Keimzelle Kellokoskis ist die 1795 gegründete Eisenhütte Mariefors, um die herum sich der Ort im 19. Jahrhundert entwickelte. Die Kirche von Kellokoski wurde im Jahr 1800 erbaut. Der hölzerne Bau fällt mit seinem länglichen Grundriss, dem Mansarddach und einem kleinen aufgesetzten Kirchturm durch seine ungewöhnliche Form auf und bietet Platz für 180 Gottesdienstbesucher. Die erhaltenen Gebäude des Eisenhüttenkomplexes stammen aus dem späten 19. und frühen 20. Jahrhundert. Das Hauptgebäude des Gutshofes, zu dem die Eisenhütte gehörte, stammt aus dem Jahr 1884. In den 1910er Jahren wurde er in ein Krankenhaus umgewandelt und in der Folgezeit mehrmals umgebaut. Anfang der 1980er Jahre wurde die Produktion in der Eisenhütte eingestellt.

## Persönlichkeiten
- Jorma Ylitalo (* 1941), Radrennfahrer